# پروانه اعتمادی
پروانه اعتمادی (۵ اسفند ۱۳۲۶ – ۱ فروردین ۱۴۰۴) نقاش اهل ایران بود.

## زندگی حرفه‌ای
جلال آل احمد که آموزگار مدرسه پروانه اعتمادی بود استعداد هنری او را کشف و به بهمن محصص معرفی کرد. بدین ترتیب پروانه اعتمادی نقاشی را نزد بهمن محصص فرا گرفت. او یگانه شاگرد مستقیم این هنرمند محسوب می‌شد.
اعتمادی وارد دانشکدهٔ هنرهای زیبای تهران شد. اما دو سال بعد تحصیل را نیمه‌کاره رها کرد. او نخستین نمایشگاه خود را با آثار آثار انتزاعی در سال ۱۳۴۸ در تالار قندریز برگزار کرد. وی در دههٔ ۱۳۵۰ با نقاشی‌های طبیعت بیجان و به‌ویژه نقاشی‌های سیمانی شناخته می‌شد. در دهه‌های ۱۳۴۰ و ۱۳۵۰ سبک کار اعتمادی، نقاشی‌ و کلاژهای ساده‌شده با استفاده از خطوط پررنگ حاشیه و پالت رنگی کم‌رمق بودند.
پروانه اعتمادی پس از انقلاب ۱۳۵۷ به نقاشی فرم‌های ساده شده و تغییر شکل‌یافته بازگشت. او در دهه‌های ۱۳۶۰ و ۱۳۷۰ نیز آثار متنوعی با مدادرنگی آفرید. در آثار پروانه اعتمادی می‌توان چهار دوره کاری با تکنیک‌های رنگ روغن وسیمان، پاستل، مداد رنگی و کلاژ را مشاهده‌کرد.
کارهای پروانه اعتمادی از جمله گران‌ترین آثار هنرمندان تجسمی ایران هستند. نقاشی بدون عنوان او که در سال ۱۳۵۷ کشیده، در حراج تهران با قیمت ۳ میلیارد و ۷۴۰ میلیون تومان به فروش رفت.

## درباره اعتمادی
درباره زندگی و آثار پروانه اعتمادی سه فیلم مستند ساخته شده است که به ترتیب،فیلم مستند پروانه اعتمادی به کارگردانی علی نائینی (۱۳۶۸)، فیلم ماندن به کارگردانی مانی حقیقی (۱۳۷۶-۱۳۸۰) و فیلم پروانه به کارگردانی بهمن کیارستمی (۱۳۹۹) هستند.
همچنین در کتاب صبح بخیر... شب بخیر. پنج هنرمند و کیوریتوری از ایران (عنوان اصلی: Good Morning... Good Night;Cinque artiste e una curatrice dall'Iran) کیوریتور ایرانی، طرلان رفیعی نگاهی ژرف به مسیر هنری پروانه اعتمادی دارد. او ضمن بررسی آثار اعتمادی، به ویژه مجموعهٔ مشهور کارهای سیمانی نشان می‌دهد که چگونه این آثار بازتابی از تجربه‌های شخصی و زیست روزمرهٔ هنرمند هستند. رفیعی بر دیدگاه منحصربه‌فرد اعتمادی به‌عنوان زنی هنرمند در ایران تأکید می‌کند و توانایی او را در بازنمایی صادقانهٔ جهان خود، بدون مقایسه با همتایان مرد، برجسته می‌سازد:
«پروانه اعتمادی، متولد ۱۳۲۶ در تهران، یکی از هنرمندان برجستهٔ ایرانی است که آثارش سرشار از برخورد او با دنیای پیرامونش بوده و ماهیتی خودزندگینامه‌ای دارند. کارهای سیمانی او، که شامل برهنه‌ها و طبیعت بی‌جان‌هایی هستند که بر روی پنل‌های سیمانی ترسیم شده‌اند، چشم‌اندازی عمیقاً زنانه را به نمایش می‌گذارند که با جریان مردسالارانهٔ هنر پیش از انقلاب ایران در تضاد بود. اعتمادی بدون مقایسه با مردان، به کاوشی مداوم در تجربهٔ زن بودن، حافظه و مفهوم زندگی می‌پردازد. کلاژها و طراحی‌های او در دوران پس از انقلاب، که اغلب با عکس‌های شخصی ترکیب شده‌اند، نگاهی نوستالژیک اما انتقادی را در خود دارند.»
در سال ۱۴۰۰ نشر نظر در کتاب پروانه، گزیده‌ای از آثار پروانه اعتمادی را منتشر کرد.